# Chujjalakyathanahalli, Krishnarajpet
Chujjalakyathanahalli là một làng thuộc tehsil Krishnarajpet, huyện Mandya, bang Karnataka, Ấn Độ.